# هيكتور رينوسو
هيكتور رينوسو (بالإسبانية: Héctor Reynoso López) هو لاعب كرة قدم مكسيكي في مركز قلب الدفاع، ولد في 3 أكتوبر 1980 في مدينة مكسيكو في المكسيك. شارك مع منتخب المكسيك تحت 20 سنة لكرة القدم ومنتخب المكسيك لكرة القدم. أما مع النوادي، فقد لعب مع نادي جامعة غوادالاخارا ونادي غوادالاخارا.

## وصلات خارجية
- هيكتور رينوسو على موقع قاعدة بيانات كرة القدم.إي يو (الإنجليزية)
- هيكتور رينوسو على موقع ناشيونال فوتبول تيمز (الإنجليزية)
- هيكتور رينوسو على موقع Soccerway.com (الإنجليزية)